# Louis de Nassau-Sarrebrück
Louis, prince de Nassau-Sarrebruck (3 janvier 1745 à Sarrebruck – 2 mars 1794 à Aschaffenbourg) est le dernier prince régnant de Nassau-Sarrebruck. Il règne de 1768 jusqu'à la Révolution française.

## Biographie
Louis, né à Sarrebruck est le deuxième enfant et le premier fils de Guillaume Henri de Nassau-Sarrebruck et de son épouse la princesse Sophie d'Erbach-Erbach. Comme son père, il fait ses études à l'Université de Strasbourg. Son Grand Tour le conduit en Angleterre (de 1759 à 1766), aux Pays-Bas, en France et en Allemagne.
Le 30 octobre 1766 Louis épouse au château de Schwarzbourg Wilhelmine de Schwarzbourg-Rudolstadt (1751-1780). Le mariage est malheureux, et Wihelmine se retire au château de Halberg, où elle élève son fils:
- Henri-Louis de Nassau-Sarrebruck (1768-1797)

En dehors de son mariage, Louis a deux enfants illégitimes avec la baronne Amalie Frederike de Dorsberg, Frederika : Louisa (1771), qui épouse François Leclerc d'Alteville, et Louis Charles Philippe (1774-1871). Le 28 février 1787, il épouse sa servante Katharina Kest (1757-1829). Comme elle est une femme du peuple, Louis la fait comtesse de Ottweiler. De ce Mariage morganatique, il a sept autres enfants, y compris son plus jeune fils, Adolphe:
- Louis Albert (1775-1784)
- Charles Louis (1776-1799)
- Louise (1778-1855)
- Henry (1779-1781)
- Louis (1785-1796)
- Catherine (1786-1818)
- Adolphe II de Nassau-Sarrebruck (en) (1789-1812)

En 1787, l'Empereur légitime leur mariage. En 1789, Louis XVI de France confère à Catherine le titre de duchesse de Dillange.
Après la mort de son père en 1768, Louis prend les affaires du gouvernement du Comté de Sarrebruck. Il continue largement la politique économique de son père, mais est de plus en plus soumis à des contraintes financières, de sorte qu'il diut hypothéquer la seigneurie de Jugenheim à la principauté de Nassau-Usingen de 1769 à 1777. En 1770, il demande à l'Empereur Joseph de nommer une commission de la dette, qui est dissoute en 1782. Comme sa situation financière était toujours délicate, Louis déplace le siège de son gouvernement du palais de Sarrebruck à ses petits pavillons de chasse dans les environs.
Malgré cette situation financière, Louis a pu mener à bien certains projets de construction. En 1769, il construit de Ludwigberg le palais et le jardin sur le Malstatter Bahn. En 1775, il fait terminer la Ludwigskirche par Friedrich Joachim Stengel, que son père avait commencé.
Il est un despote éclairé. Il publie de nouveaux règlements pour l'agriculture et la sylviculture et la réforme du système scolaire. Il réforme également le code pénal et abolit la torture.
En 1793, son état de santé se dégrade quand il s'est enfui avant la Révolution française à Aschaffenbourg. Il y est mort en exil, et est enterré dans l'église Saint-Laurent à Usingen. Le 23 novembre 1995, son corps est transféré à l'église du château de Sarrebruck.